# Abel (cráter)

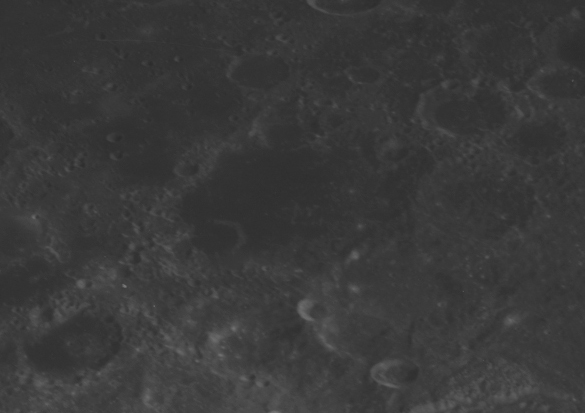
Fotografía de la misión Apolo 14

Abel es un antiguo cráter de impacto lunar que se encuentra cerca de la extremidad sureste de la cara visible de la Luna. Está situado al sur del cráter Barnard, en el borde noroeste de  del Mare Australe. Recibe su nombre del matemático noruego Niels Henrik Abel.
|  |

El borde del cráter está muy erosionado y distorsionado, formando una figura casi poligonal. Está marcado y cubierto de antiguos soldados caídos. Su cráter satélite Abel A está sobre el borde sur, mientras que Abel M y Abel L se introducen en la pared oeste.
Debido a antiguos flujos de lava, la superficie oriental de Abel es relativamente lisa y plana, con un bajo albedo. Los restos de un borde de cráter pequeño se le superponen cerca de la pared noreste. La superficie occidental posee una textura más irregular y tiene el mismo albedo que la superficie que lo rodea.

## Cráteres satélites
Los cráteres satélite son pequeños cráteres situados próximos al cráter principal, recibiendo el mismo nombre que dicho cráter acompañado de una letra mayúscula complementaria (incluso si la formación de estos cráteres es independiente de la formación del cráter principal). Por convención, estos accidentes se identifican en los mapas lunares situando su letra correspondiente en el punto medio del borde más próximo al cráter principal.
|      | \| Abel \| Coordenadas \| Diámetro \| \| ---- \| ----------------------------- \| -------- \| \| A \| 36°36′S 86°00′E / -36.6, 86.0 \| 19 km \| \| B \| 36°42′S 82°48′E / -36.7, 82.8 \| 41 km \| \| C \| 36°00′S 81°00′E / -36.0, 81.0 \| 31 km \| \| D \| 37°42′S 87°42′E / -37.7, 87.7 \| 30 km \| \| E \| 37°48′S 86°30′E / -37.8, 86.5 \| 13 km \| \| J \| 35°30′S 79°00′E / -35.5, 79.0 \| 11 km \| \| K \| 35°00′S 77°12′E / -35.0, 77.2 \| 9 km \| \| L \| 34°24′S 82°36′E / -34.4, 82.6 \| 67 km \| \| M \| 32°12′S 83°36′E / -32.2, 83.6 \| 81 km \| |          |
| Abel | Coordenadas | Diámetro |
| A    | 36°36′S 86°00′E / -36.6, 86.0 | 19 km    |
| B    | 36°42′S 82°48′E / -36.7, 82.8 | 41 km    |
| C    | 36°00′S 81°00′E / -36.0, 81.0 | 31 km    |
| D    | 37°42′S 87°42′E / -37.7, 87.7 | 30 km    |
| E    | 37°48′S 86°30′E / -37.8, 86.5 | 13 km    |
| J    | 35°30′S 79°00′E / -35.5, 79.0 | 11 km    |
| K    | 35°00′S 77°12′E / -35.0, 77.2 | 9 km     |
| L    | 34°24′S 82°36′E / -34.4, 82.6 | 67 km    |
| M    | 32°12′S 83°36′E / -32.2, 83.6 | 81 km    |